# واشینگتن (کارولینای شمالی)
واشینگتن (به انگلیسی: Washington) شهری در ایالت کارولینای شمالی کشور ایالات متحده آمریکا است که جمعیت آن در سرشماری سال ۲۰۱۰ میلادی، ۹٬۷۴۴ نفر بوده‌است.